# Antonio Marazzi
Antonio Marazzi (Crema, 24 ottobre 1845 – Moscazzano, 27 novembre 1931) è stato un diplomatico e antropologo italiano.

## Biografia
Il conte Antonio Marazzi, proveniente da una famiglia di antica nobiltà, era il figlio del conte Paolo Marazzi, avvocato e consigliere provinciale di Cremona. Partecipò alla battaglia di Bezzecca nel corpo volontari italiani durante la guerra del 1866. Successivamente dopo aver intrapreso la carriera diplomatica, Marazzi diventò vice-console a Malta e a Tunisi. La sua vera vocazione, però, si manifestò durante il suo mandato come console a Buenos Aires, all'epoca il centro principale dell'emigrazione italiana transoceanica. Qui scrisse Emigranti studio e racconto, un'opera sociologica notevole per lo studio delle vicende dell'emigrazione italiana in quegli anni. 
Pubblicato nel 1880, l'opera di Marazzi ebbe un grande successo grazie alla sua narrativa coinvolgente sulla vita dei connazionali emigrati. Fu soprattutto grazie a questa esperienza che Marazzi acquisì una conoscenza approfondita delle questioni etnologiche e sociologiche. Il suo lavoro divenne oggetto di studi e pubblicazioni, raccolti in Tra i selvaggi e tra i civilizzati, pubblicato nel 1927. Fu collaboratore della Rivista coloniale.
Dopo una lunga carriera diplomatica, terminata nel 1910, Marazzi dedicò il suo tempo allo studio dei rapporti tra le società di diversa civiltà.

## Opere
- Emigrati studio e racconto Volumi 1-3, Editore Fratelli Dumolard (1880) (varie edizioni)
- Fra i selvaggi e fra i civilizzati, Istituto editoriale scientifico (1927)